# Puccinia galiiuniversa
Puccinia galiiuniversa ist eine Art der Rostpilze (Pucciniales). Ihre Vertreter durchlaufen einen Makrozyklus mit vier verschiedenen Entwicklungsstufen und befallen als Haplont Kletten-Labkraut (Galium aparine) und als Dikaryont die Segge Carex maackii. Ihr bekanntes Verbreitungsgebiet umfasst das Tal des Tone und das Sugaonuma in Ostjapan. Die Art ist wahrscheinlich an Feuchtgebiete in der Region gebunden, in denen beide Wirtspflanzen gemeinsam und in dichten Beständen vorkommen. Da Carex maackii in Japan als gefährdet gilt, dürfte für Puccinia galiiuniversa ähnliches gelten.
Puccinia galiiuniversa wurde 2014 von Izumi Okame und Yuichi Yamaoka für Rostpilzfunde aus dem Tone-Tal aufgestellt, die sich weder in genetischer noch morphologischer oder ökologischer Hinsicht bekannten Arten zuordnen ließen. Die phylogenetischen Beziehungen der Art sind unklar; morphologische und ökologische Gemeinsamkeiten deuten auf eine nahe Verwandtschaft mit Puccinia caricis-fediae hin.

## Morphologie und Befallssymptome
Puccinia galiiuniversa ist ein makrozyklischer Rost, verfügt also über vier verschiedene Arten von Fruchtlagern. Die Spermogonien der Art wachsen versprengt auf der Blattunterseite von Kletten-Labkräutern (Galium aparine). Sie sind fläschchenförmig, 99–143 µm hoch, 104–152 µm breit und wachsen unter der Wirtsepidermis. Ihre Farbe bewegt sich zwischen gelb und braun. Die hellgelben Aecien des Pilzes wachsen ebenfalls verstreut auf der Unterseite der Blätter des Kletten-Labkrautes. Sie sind becherförmig, warzig und weisen Peridien aus irregulär-polygonen, innenseitig konkaven Zellen von 18–27 × 13–19 µm auf. P. galiiuniversa besitzt kugelige bis annähernd kugelige, nicht selten leicht eckige Aeciosporen. Sie sind farblos, 13–16 × 10–14 µm groß, warzig und auf der Oberfläche mit Körnchen besetzt. Die Wandstärke der Aeciosporen liegt zwischen 0,4 und 1,3 µm. Die Uredien der Art erscheinen unterseitig (abaxial) auf den Blättern der Segge Carex maackii. Sie wachsen zunächst versprengt unter der Epidermis, brechen aber dann hervor. Die Uredien sind hellgelb und verfügen nicht über Paraphysen. Ihre Uredosporen sind obovoid oder ellipsoid und werden 15–19 µm lang und 10–14 µm breit. Ihre Sporenwände sind 0,8–1,5 µm dick, stachelig und hyalin bis hellgelb. Die Keimporen der Uredosporen sind unauffällig. Wie auch die Uredien wachsen die hyalinen bis hellgelben Telien von P. galiiuniversa blattunterseitig. Sie stehen verstreut, brechen aus der Epidermis hervor und haben keine Paraphysen. Ihre ellipsoiden bis spindelförmigen Teliosporen sind zweizellig und auf Höhe des Septums tailliert. Die Sporen messen 27–43 × 9–14 und haben 0,4–1,5 µm dicke Wände; an der Spitze ist die Sporenwand 1–5 µm dick. Die Teliosporen sind hellgelb bis hyalin, glatt und sitzen auf 19–59 µm langen Stielen. Die Keimporen sind unauffällig.
Am Kletten-Labkraut macht sich der Befall durch P. galiiuniversa durch das Erscheinen von Spermogonien und Aecien an den Trieben bemerkbar. Es befällt die Triebe systematisch; alle nach dem Befall wachsenden Blätter weisen Aecien auf. Sie sind heller gefärbt als nicht infizierte Triebe und produzieren kürzere Blätter. Ältere Teile der Pflanze werden dagegen nicht befallen. Infolge der Infektion werden die Pflanzen steril und produzieren keine Blüten mehr. Auf C. maackii erscheinen zunächst Uredien, später Telien auf der abaxialen Seite der Blätter.

## Verbreitung

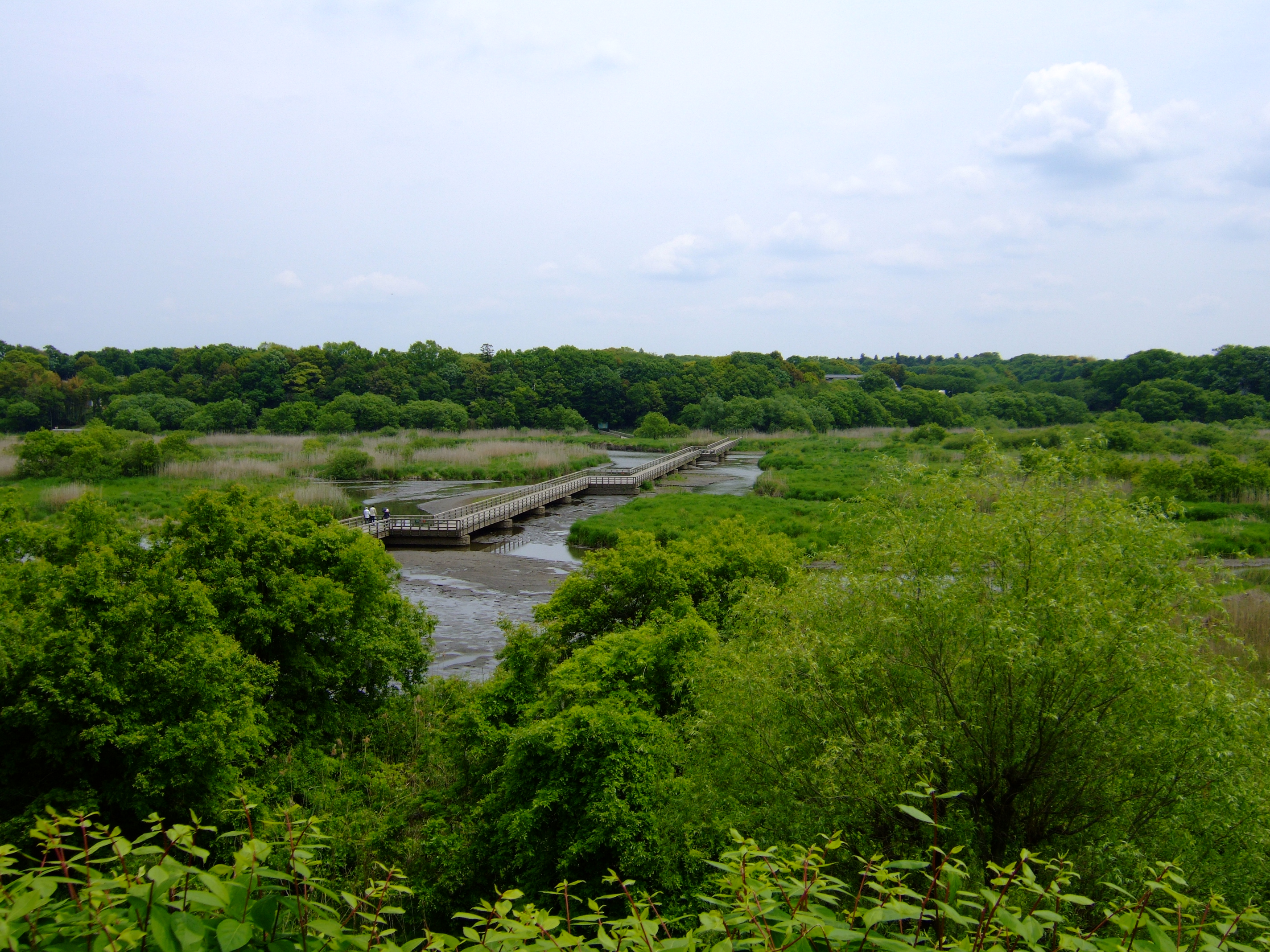
Sugaonuma bei Jōsō. Der Sumpf ist einer von zwei bekannten Fundorten von Puccinia galiiuniversa.

Puccinia galiiuniversa wurde bislang an zwei verschiedenen Orten im ostjapanischen Kantō gefunden: in den Feuchtgebieten entlang des Tone bei Toride und im Sugaonuma nahe Jōsō. Während das Kletten-Labkraut als Dikaryontenwirt in der gesamten Paläarktis verbreitet ist, sind die Vorkommen des Haplontenwirts C. maackii auf Japan, China, Korea und den russischen Fernen Osten beschränkt. P. galiiuniversaa kann wahrscheinlich nur in Gebieten überleben, in denen beide Arten gemeinsam und in großer Nähe zueinander vorkommen. In Japan gilt C. maackii als selten und wird als gefährdet eingestuft, weil die Trockenlegung von Sumpfgebieten seinen Lebensraum beschränkt. Für P. galiiuniversa dürfte ein ähnlicher Status gelten.

## Ökologie
Puccinia galiiuniversa bildet im April großflächig Spermogonien auf Kletten-Labkräutern aus. Möglicherweise geschieht die Infektion schon früher, sie nimmt aber erst im Frühjahr größere Ausmaße an. Die Spermogonien produzieren eine süße, nektarartige Substanz, die wahrscheinlich von Bestäubern aufgenommen wird, wodurch die Spermatien zu anderen Spermogonien transportiert werden und mit deren Empfängnishypen verschmelzen. Zwar können sich die Spermogonien prinzipiell selbst befruchten, die Nutzung von Bestäuberinsekten als Vektoren bietet aber eine zusätzliche Möglichkeit zur Rekombination. Aus dem nunmehr zweikernigen Myzel bilden sich anschließend Aecien zwischen den Spermogonien, die durch Mitose Aeciosporen in großem Stil produzieren. Die Aeciosporen werden vom Wind auf nahe Carex-maackii-Pflanzen transportiert, wo sie nach rund 20–24 Tagen in Uredien keimen. Die Uredien vervielfältigen die Zahl der Sporen, indem sie ebenfalls durch Mitose das ganze Jahr über Uredosporen produzieren, die auf C. maacki keimen können. Dadurch entfällt die Sporenproduktion auf dem Kletten-Labkraut, der Pilz ist also unabhängiger vom Dikaryontenwirt. Sowohl Aecio- als auch Uredosporen können aber auch in Myzel keimen, das sich zu Telien entwickelt. Die Telien produzieren große, zweizellige Sporen, die vom Wind verbreitet werden und sofort keimfähig sind, wenn sie auf Kletten-Labkraut landen. Die Kerne ihrer Zellen verschmelzen dann und bilden kleine Basidien aus, aus deren Sporen dann im April wieder Spermogonien keimen. Die Zeit von der Inokulation bis zur Ausbildung von Spermogonien und Aecien liegt bei 18–19 Tagen.

## Taxonomie und Systematik
Ausgangspunkt für die heutige Art Puccinia galiiuniversa war 2009 der Fund eines Rostpilzes auf Kletten-Labkräutern entlang des Tone in der Nähe von Toride. In der gleichen Umgebung wurde ein Rostpilz auf Carex maackii gefunden. Beide ließen sich morphologisch und ökologisch keiner der bekannten Rostarten auf Labkräutern oder Seggen zuordnen. Izumi Okane, Yuichi Yamaoka, Makoto Kakishima, Junichi Peter Abe und Kazuo Obata führten mit Proben der gefundenen Pilze Inokulationsexperimente im Labor durch, verglichen ihr Erbgut mit dem anderer Arten und untersuchten Toride und die Feuchtgebiete in der Gegend zu verschiedenen Jahreszeiten nach ihnen. Dabei stellte sich heraus, dass es sich bei den Rosten auf Seggen und Labkräutern um die gleiche Art handelte. Ihre mikroskopischen Merkmale wichen deutlich von denen der anderen Seggenroste – P. mandshurica, P. hyalina und P. caricis-fediae – ab. Die Feldstudien ergaben stabile Vorkommen am Tone und im nahegelegenen Sugaonuma. Genetisch ergab sich keine größere Übereinstimmung mit einer der Vergleichsarten. Okane und Yamaoka stellten daher eine neue Art für die Pilze auf, Puccinia galiiuniversa. Das Artepitheton setzt sich aus galii- (Genitiv von Galium) und -universa („vollständig“) zusammen und nimmt auf den systemischen Befall des Kletten-Labkrautes Bezug.
Die ITS-Sequenzen von P. galiiuniversa zeigen die größten Übereinstimmungen mit denen von P. caricina var. ribis-ferrugineae, P. silvatica und Uromyces pisi. Unter allen Seggenrosten zeigt P. caricis-fediae die größten morphologischen Ähnlichkeiten zu P. galiiuniversa.